# Telèfon vermell

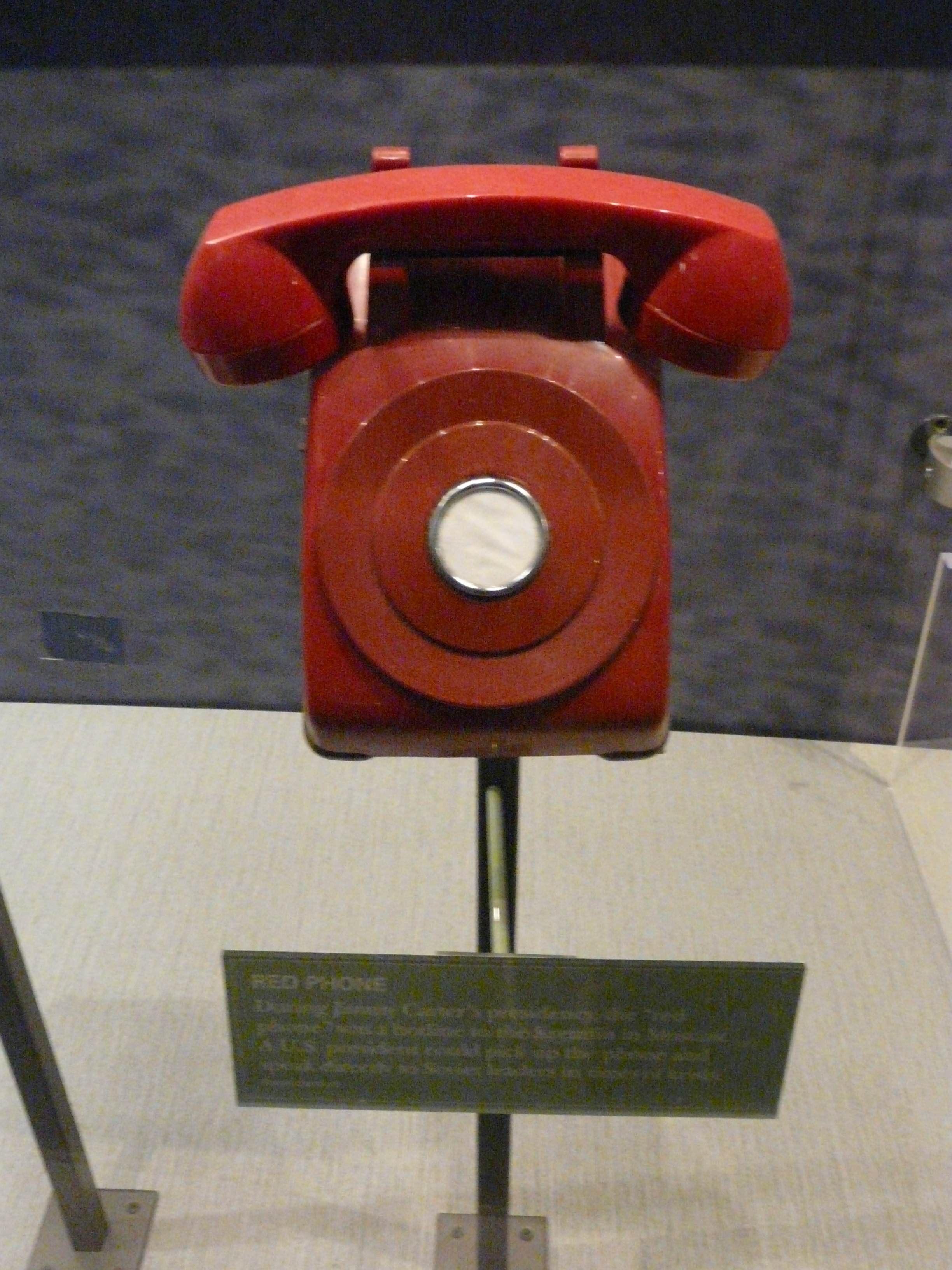
"Telèfon vermell" de l'època del president Jimmy Carter

El Telèfon vermell fou una línia de comunicació directa establerta entre els Estats Units i la Unió Soviètica després que la crisi dels míssils de Cuba dugués al món vora de la Tercera Guerra Mundial el 1962.
Aquesta denominació és un recurs lèxic inventat i popularitzat pels mitjans de comunicació, ja que la línia, en realitat, era una línia de tèlex, en ser les converses per escrit menys ambigües que les que es donen per telèfon; de tota maneres, posteriorment es complementaria amb una línia telefònica. Altres incidents, com el bloqueig de Berlín, la construcció del mur de Berlín o l'incident del Checkpoint Charlie de l'octubre de 1961 ja havien acostat perillosament els dos blocs a la guerra.
Se suposava de color vermell perquè aquest color simbolitzava que es tractava d'una línia d'urgència. En enllaçar directament la Casa Blanca i el Kremlin, el telèfon vermell va permetre solucionar situacions conflictives en les quals els blocs antagònics Oriental i Occidental van estar compromesos durant la guerra freda.
Ha estat popularitzat pel cinema, amb títols com Dr. Strangelove de Stanley Kubrick.